# Dolmen von El Moreco

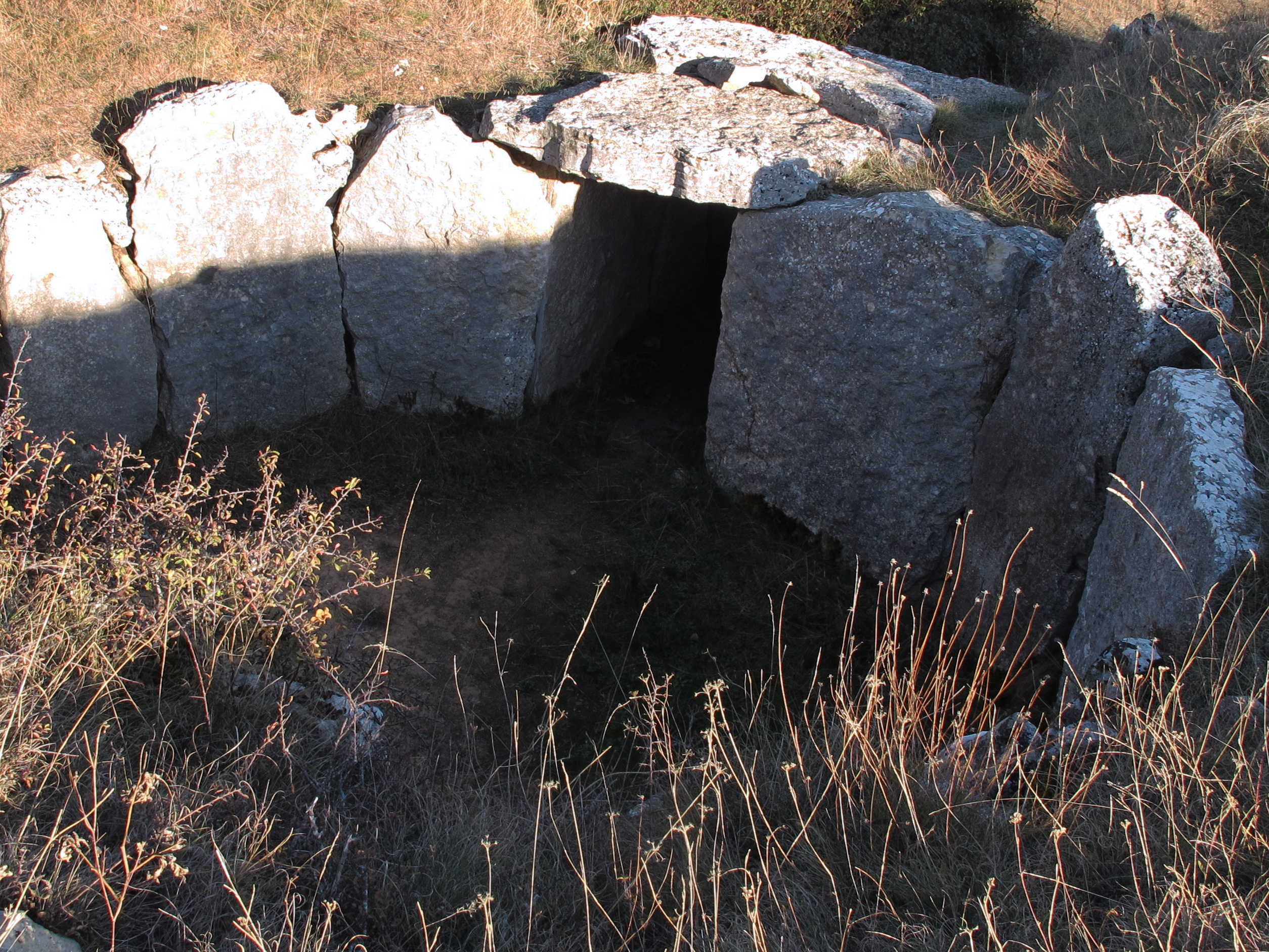
Dolmen von El Moreco

Der Dolmen von El Moreco (auch Dolmen del Moreco o Huidobro genannt) liegt in Hoya de Huidobro im „Parque Natural de las Hoces del Alto Ebro y Rudrón“ bei Burgos in Kastilien-León in Spanien.
Die Megalithanlage liegt in einem Hügel von etwa 27,0 m Durchmesser und 2,0 m Höhe und besteht aus einer runden Kammer aus 10 bis zu 2,0 m hohen Kalksteinplatten und dem langen Gang, dessen Seitensteine in Unordnung geraten sind. Über dem Gangende sind zwei Deckenplatten erhalten, während die der Kammer fehlen. Von den Orthostaten der Kammer, haben zwei rote Malereien, die menschliche Figuren darstellen.
Wegen Plünderungen wurden nur einige Skelettreste und Grabbeigaben gefunden. Dank der Entdeckung einer verbrannten Eiche an der Basis des Denkmals war es möglich, die Anlage durch Kohlenstoff-14-Analyse ins Endneolithikum zu datieren.
Westlich liegt der Dolmen de La Cabaña und südlich der Dolmen von Las Arnillas die beide große Ähnlichkeiten mit El Moreco aufweisen.

Dolmen von El Moreco
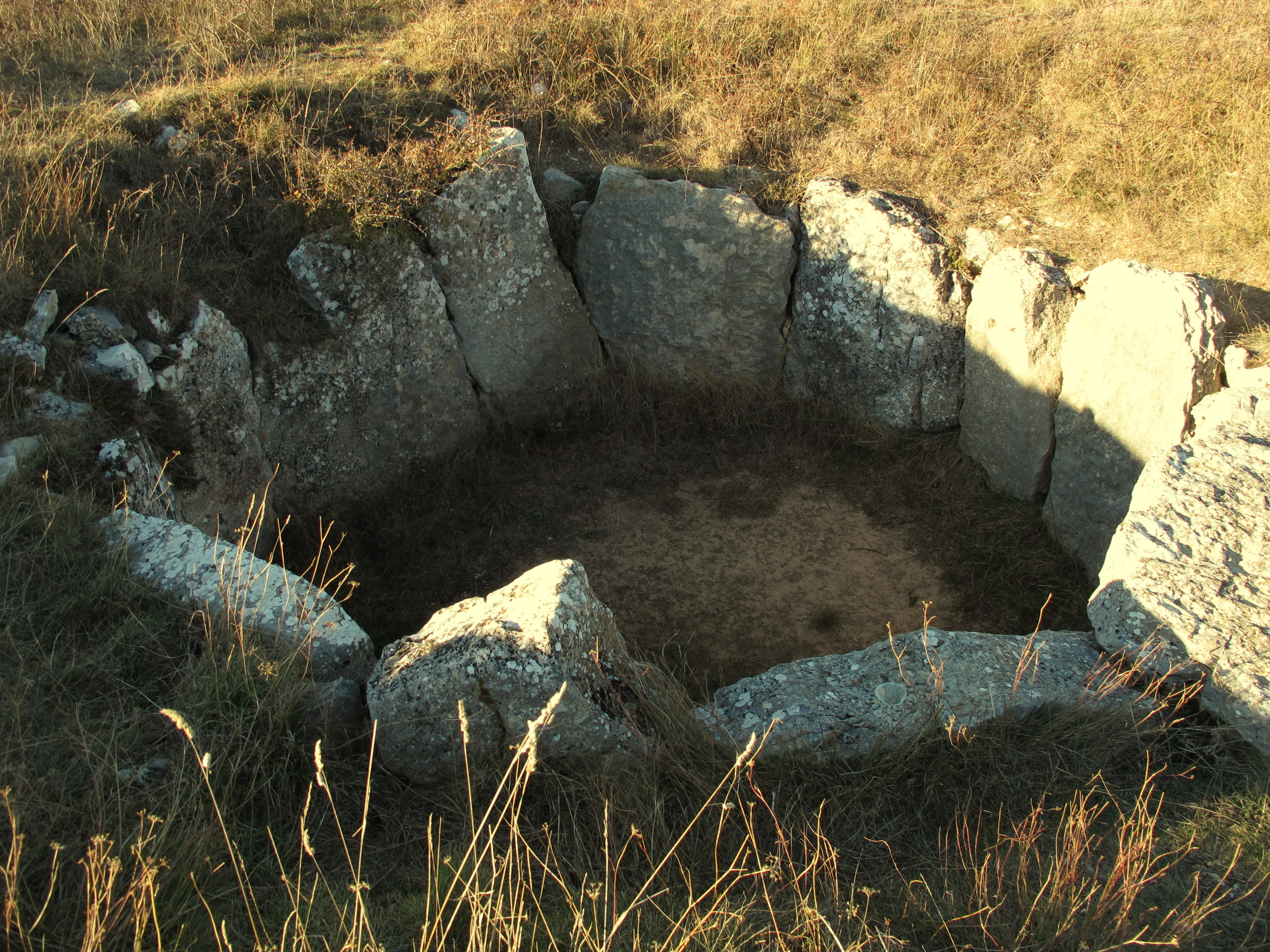
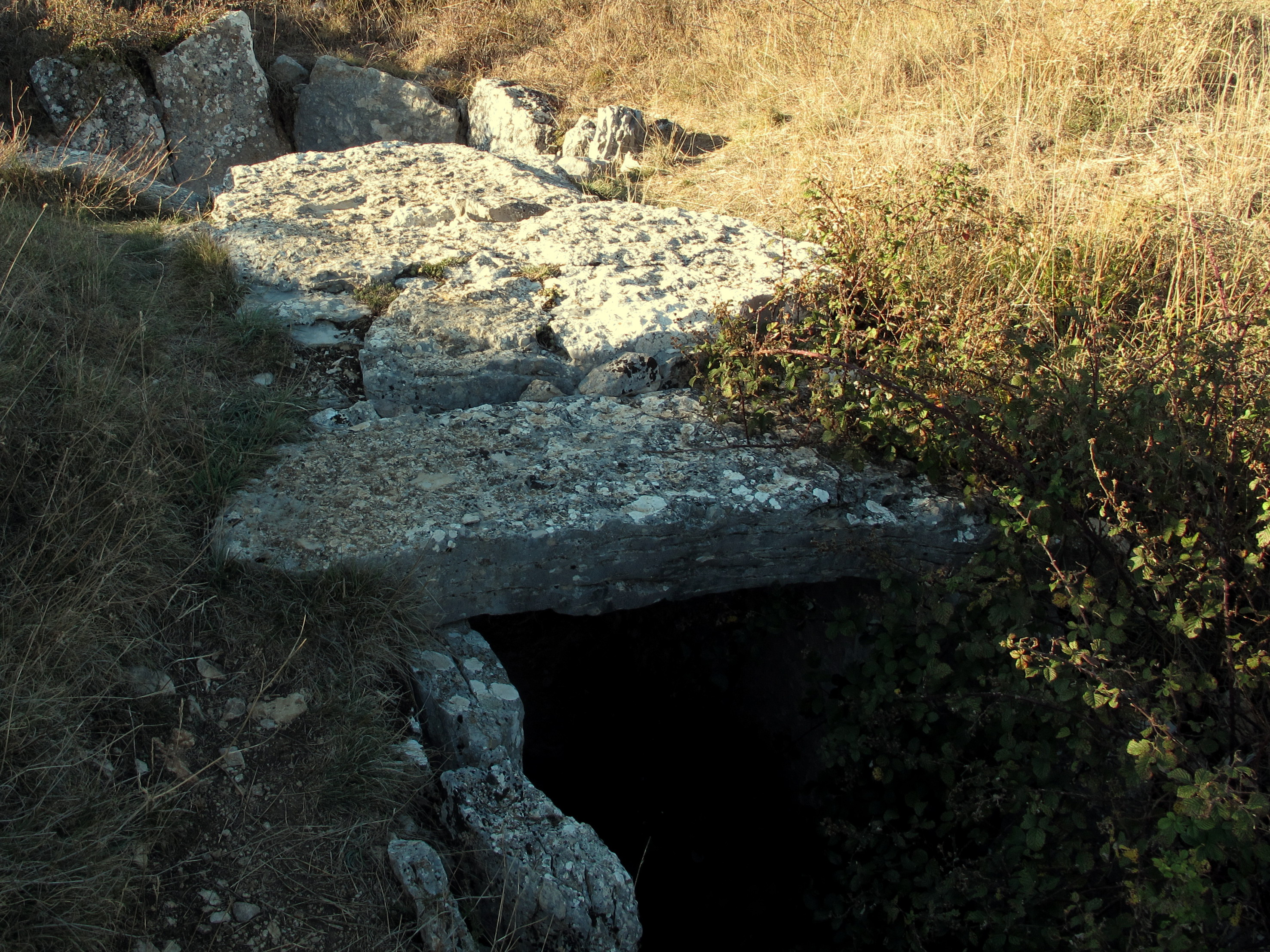
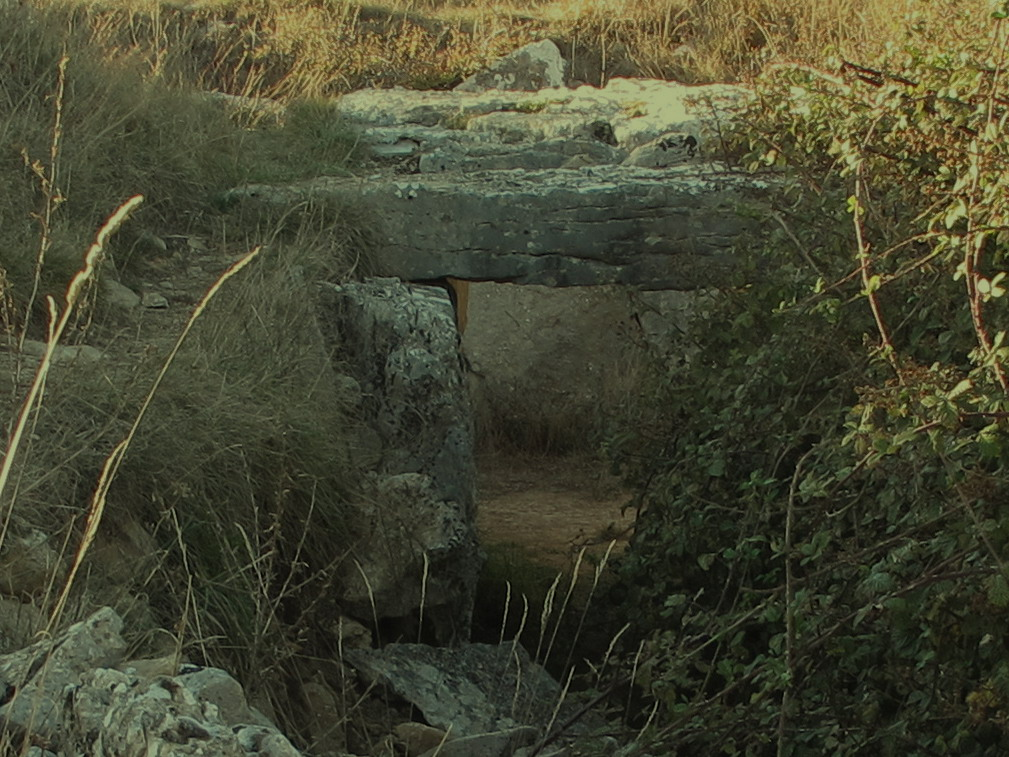
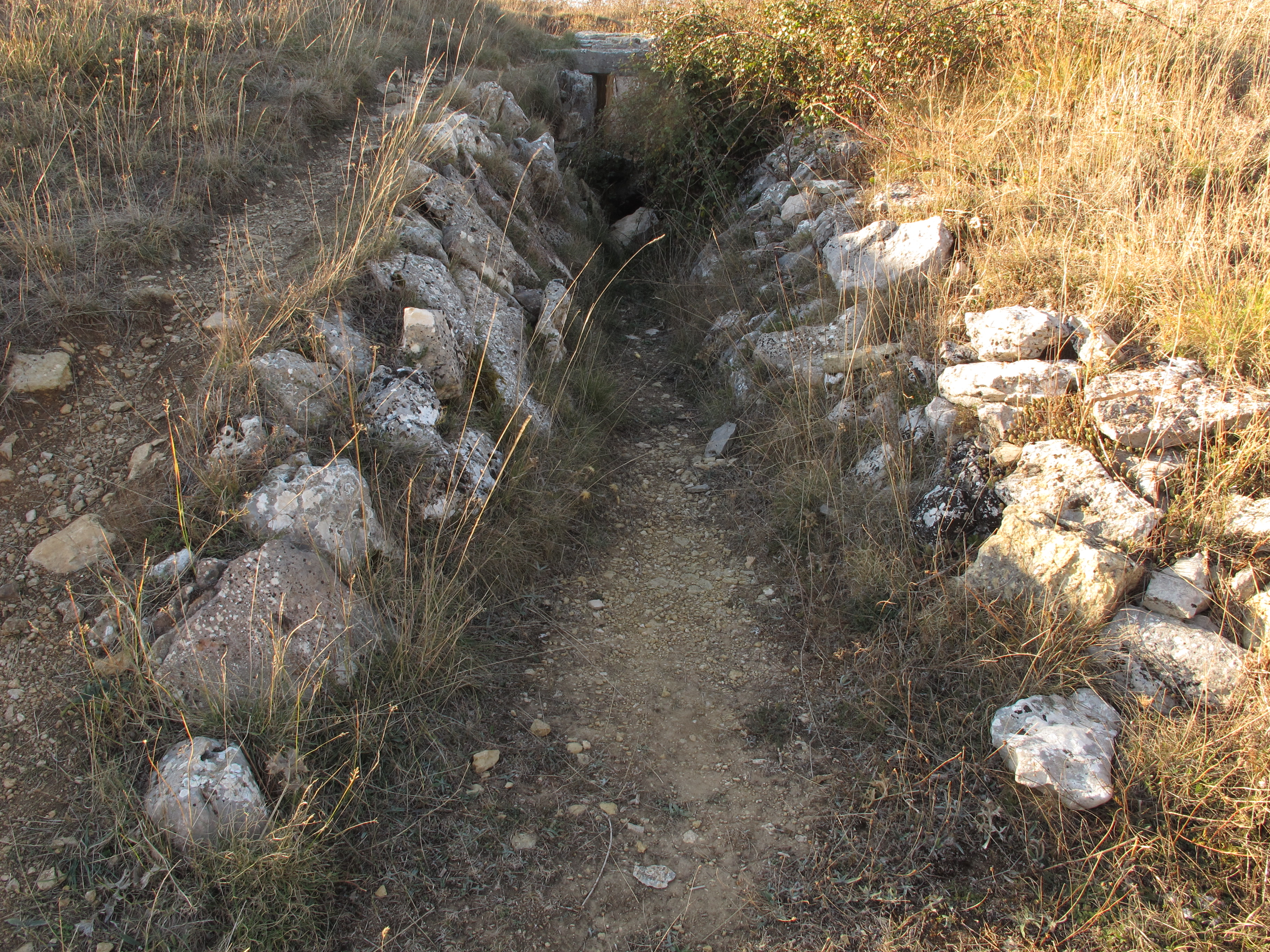